# 7140 Осакі
7140 Осакі (7140 Osaki) — астероїд головного поясу, відкритий 4 березня 1994 року.
Тіссеранів параметр щодо Юпітера — 3,579.
Названо на честь Осакі (яп. おさき(尾崎) осакі)